# Albert Pio

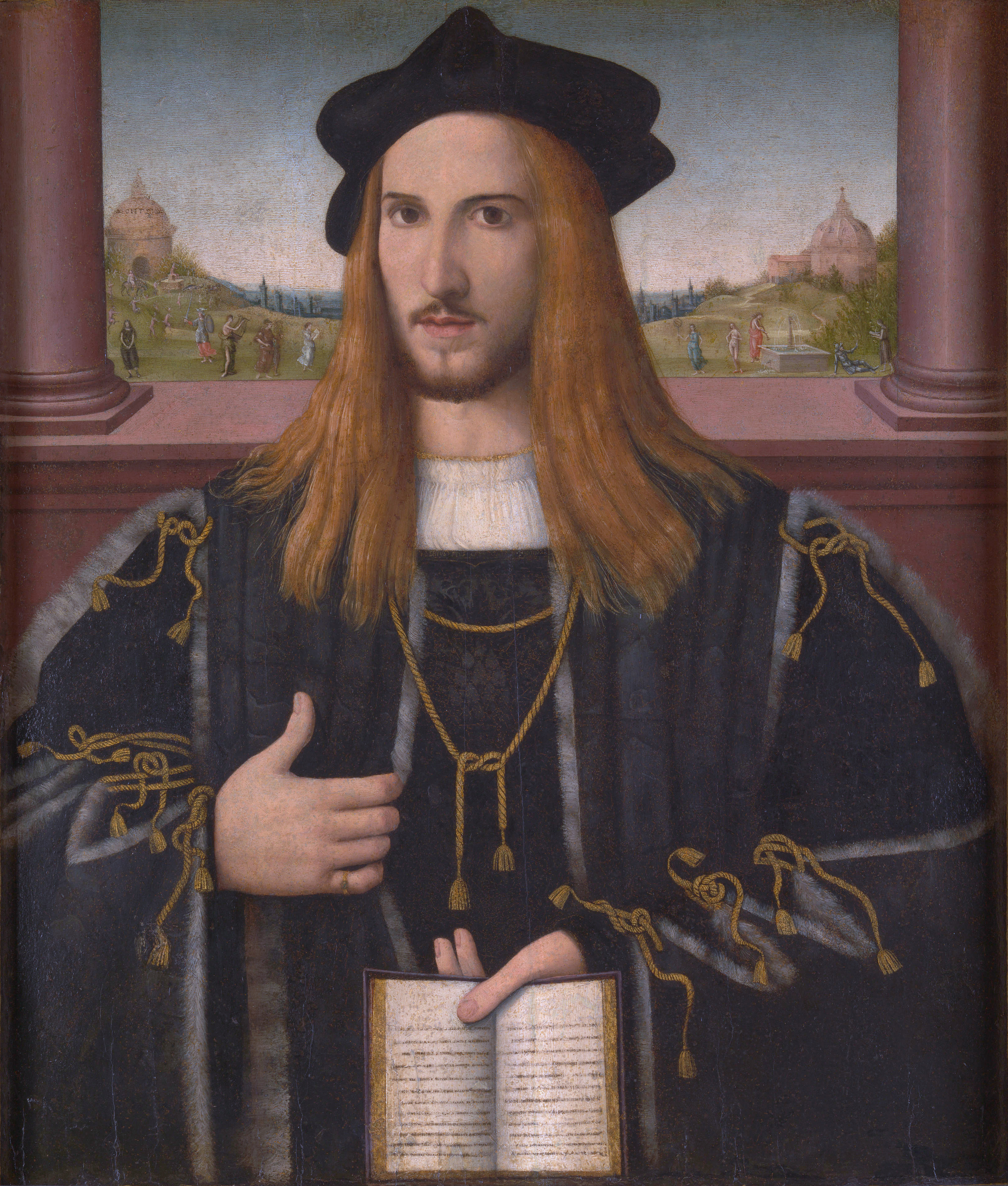
Albert Pio, portret z londyńskiej National Gallery przypisywany Bernardino Loschiemu.

Albert Pio lub Alberto Pio – (1475-1531), ostatni pan Carpi, mecenas i humanista.

## Wczesne lata
Albert Pio pochodził ze starego gibellińskiego rodu. Jego ojciec, Leonello Pio pojął za żonę Katarzynę z Mirandoli, siostrę Giovanniego Pica della Mirandola. Katarzyna wcześniej owdowiała, będąc jednak osobą nadzwyczaj wykształconą, postarała się o jak najlepsze wychowanie dla swoich dwóch synów Alberta i Leonella. Dla czteroletniego Alberta sprowadziła z Rzymu młodego humanistę Alda Manuzia, który zdążył już zasłynąć z gruntownej znajomości greki. Około 1481 roku Albert z Munziem przenieśli się do Ferrary, gdzie przebywał wówczas wuj Alberta Giovanni Pico. W następnym roku Albert opuścił Ferrarę w obawie przed nadciągającymi wojskami weneckimi, nawiązane tam stosunki utrzymały się jednak i później. Albert wielokrotnie odwiedzał Ferrarę, z którą łączyło go pokrewieństwo z tamtejszym księciem, Herkulesem I i interesy jego małego państewka, na które Estowie od dawna czyhali.

## Mecenas i humanista
Po zażegnaniu niebezpieczeństwa weneckiego Albert osiadł w Carpi, które na krótko stało się ważnym ośrodkiem naukowym ówczesnych Włoch. Pod okiem Manuzia były rozwijane studia klasyczne. Albert zlecał również tłumaczenia z innych języków dotyczące nauk przyrodniczych, astronomii i astrologii. Do dzisiaj w bibliotece watykańskiej zachował się łaciński kodeks, tłumaczenie hebrajskiej książki francuskiego żyda, Izaaka, zlecone przez Alberta. U przebywającego wówczas w Carpi chirurga, Jacopa Berengaria pobierał też Albert lekcje anatomii.
W 1485 roku bawił w Carpi przez jakiś czas Giovanni Pico. W głowach trzech przyjaciół zrodziła się wówczas myśl założenia drukarni, która miałaby się zająć poprawnymi edycjami greckich i łacińskich klasyków. Drukarnia ostatecznie powstała w należącym do Piów Novi. Carpi miało się stać siedzibą akademii, ogniskiem studiów humanistycznych. Drukarnia przetrwała do 1496 roku, kiedy to stryjeczny brat Alberta, Gibert Pio zajął Carpi. Albert schronił się wówczas w Ferrarze. Manuzio zdołał do tego czasu wydać Organon Arystotelesa, w którym tytułuje Alberta: swoją opieką i ozdobą. Manuzio po opuszczeniu Carpi osiadł ostatecznie w Wenecji. Albert nadal wspierał go finansowo, a w 1504 roku przyjął go nawet do swego herbu. W styczniu 1513 roku wyrobił u umierającego papieża Juliusza II przywilej zakazujący pod karą klątwy przedruku książek Munzia.
Gdy w 1505 roku Albert odzyskał chwilowo Carpi sprowadził tam kilku uczonych i ponownie założył drukarnię, którą poprowadził uczeń Munzia, a potem samodzielny drukarz w Corte na dworze Rolanda Pallaviciniego, Benedetto Dolcibola. Albert pracował wówczas nad komentarzami do Dunsa Szkota, które Dolcibola wydał mu w pięknym wydaniu. Gdy w 1508 roku zabrakło mu możnego protektora przeniósł się do Ferrary.

## Dyplomata
Przez większą część swej dyplomatycznej kariery Albert Pio pozostawał na usługach mantuańskich Gonzagów. Wielokrotnie posłował na dwór francuski. Otrzymywał wynagrodzenie od króla francuskiego Ludwika XII. W 1508 roku był jednym z negocjatorów Ligi w Cambrai. W styczniu 1510 roku został ambasadorem cesarza Maksymiliana I Habsburga przy papieżu. W 1520 roku po wstąpieniu na tron Karola V Habsburga przeszedł na stronę Franciszka I Walezjusza.
Był bliskim przyjacielem papieża Leona X. Sprzyjał wyborowi Giulia de'Medici, który, wybrany w 1523 roku, przyjął imię Klemensa. Pomógł zawrzeć Klemensowi sojusz z Franciszkiem I w styczniu 1525 roku. Zaproponował również małżeństwo siostrzenicy Klemensa Katarzyny Medycejskiej z synem króla Francji, Henrykiem. 24 lutego 1525 roku cesarz Karol V pokonał wojska Franciszka I pod Pawią. Osiem dni później oddział wojsk cesarskich pod dowództwem Prospera Colonny zajął Carpi. 
Albert zbiegł do Rzymu, skąd próbował bezskutecznie odzyskać swoje ziemie. Po złupieniu Rzymu przez wojska Karola V w 1527 roku zbiegł do Francji, gdzie pozostał do śmierci w styczniu 1531 roku. Carpi zostało w 1530 roku przekazane przez Karola V Estom.